# Pachia
Die kleine unbewohnte griechische Insel Pachia (griechisch Παχειά oder Παχιά [paˈça] (f. sg.)) wird von der Gemeinde Nisyros in der Region Südliche Ägäis verwaltet.

## Lage
Pachia liegt in der östlichen Ägäis etwa 14 km südöstlich vom Kap Krikelos (Ακρωτήριο Κρίκελος) der Südspitze von Kos und etwas mehr als 4 km westlich von Nisyros. Die ebenfalls unbewohnte Insel Pergousa liegt etwa 2,3 km nordwestlich. In West-Ost-Richtung hat die Insel eine Länge von etwas mehr als 1,9 km in der Inselmitte beträgt die Breite etwa 850 m.
Wie Nisyros und das südliche Kos liegt Pachia zusammen mit Pergousa auf dem östlichen Ägäischen Inselbogen und ist vulkanischen Ursprungs.
Auf Pachia befinden sich Ruinen von zwei Wachtürmen aus dem 4. Jahrhundert v. Chr.

## Fauna
Auf Pachia und Pergousa konnten 1993 erstmals Vorkommen der Kykladen-Mauereidechse (Podarcis erhardii) östlich des Mittelägäischen Grabens nachgewiesen werden.